# 皮糖张
皮糖张起源于清朝光绪年间，目前是中国天津市的一种传统民间小吃。

## 历史
清朝光绪年间张家祖辈在梁家嘴一带（今红桥区内）开始生产皮糖。二十世纪初，张家第二代传人张均先生综合了天津刘记和业记皮糖的特点推进自身皮糖发展并形成“皮糖张”品牌。日占天津期间，“皮糖张”的发展受到了影响并一度消失。二十世纪八十年代，皮糖张糖坊在第三代传人张学礼先生的经营下重新得到了发展。目前，皮糖张还生产酥糖、巧克力、麻花等产品并出口日本、德国和俄罗斯等国家。

## 相关链接
- 蹦豆张
- 果仁张